# Zespół Szkół Budowlanych i Rzemiosł Różnych w Raciborzu
Zespół Szkół Budowlanych i Rzemiosł Różnych (potocznie Budowlanka) – zespół szkół ponadgimnazjalnych przy ulicy Wileńskiej 6 w Raciborzu, skupiający szkoły kształcące głównie w profilach budowlanych.

## Historia
Budynek szkolny oddawany był stopniowo do użytku w roku 1932 i 1 kwietnia 1934 roku, wraz z początkiem ówczesnego roku szkolnego. Powstał dzięki inicjatywie Adolfa Kaschnego, nadburmistrza Raciborza w latach 1924–1933. Początkowo mieścił trzy szkoły zawodowe: rzemieślniczą (Gewerbliche Berufsschule), kupiecką (Kaufmännische Berufschule) i dla drogistów (Drogistenfachschule) oraz Wyższą Szkołę Handlową (Höhere Handelsschule) i Miejską Szkołę Handlową (Städtische Handelsschule) – dwie ostatnie działały już wcześniej, w budynku mieszczącym dziś Przedszkole nr 10 na rogu skrzyżowania ulic Ogrodowej i Karola Miarki. Budynek wyposażono w schron przeciwlotniczy, a w roku 1944 urządzono w nim wojskowy lazaret. Pod koniec II wojny światowej jeden z narożników został zniszczony przez bombę. Polskie władze przejęły budynek 24 czerwca 1945 roku. Przystąpiono do naprawy zniszczeń i organizacji szkolnictwa. Pierwsze zajęcia odbyły się jeszcze 15 października tego samego roku, a 1 września kolejnego roku uruchomiono klasę stolarską oraz dwie klasy dokształcające z różnych zawodów. Przez lata w budynku mieściło się wiele rodzajów szkół. Obecną nazwę nadano w 2008 roku, rozszerzając obowiązującą od 1974 roku nazwę Zespół Szkół Budowlanych.
Szkołę ukończyli m.in. Franciszek Smuda, zawodnik i trener piłkarski, obecnie selekcjoner reprezentacji Polski, Dawid Solich (zwycięzca Mistrzostw Polski LZS i wielokrotny Mistrz Śląska w zapasach w stylu klasycznym), Michał Sapa i Patrycja Więcek, członkowie kadry narodowej w zapasach w stylu wolnym, Adam Hajduk, obecny starosta raciborski, a w latach 2001–2002 także prezydent Raciborza oraz Robert Pietryszyn, prezes grupy kapitałowej Grupa Lotos w 2016 i prezes Zagłębia Lubin w latach 2006–2008.

## Dydaktyka
W skład zespołu wchodzą: Technikum Nr 2, Szkoła Policealna Nr 2, Zasadnicza Szkoła Zawodowa Nr 2.

## Kierunki kształcenia
W szkole nauka odbywa się na następujących kierunkach kształcenia:

### Technikum Nr 2
- Technik architektury krajobrazu
- Technik budownictwa
- Technik geodeta
- Technik ochrony środowiska

### Szkoła Policealna Nr 2
- Technik geodeta
- Technik drogownictwa
- Florysta

### Zasadnicza Szkoła Zawodowa Nr 2
- Murarz-Tynkarz
- Monter zabudowy i robót wykończeniowych w budownictwie
- Monter sieci i instalacji sanitarnych
- Cieśla
- Dekarz
- Stolarz
- Tapicer
- Ogrodnik
- Zdun
- Kamieniarz

## Obiekty

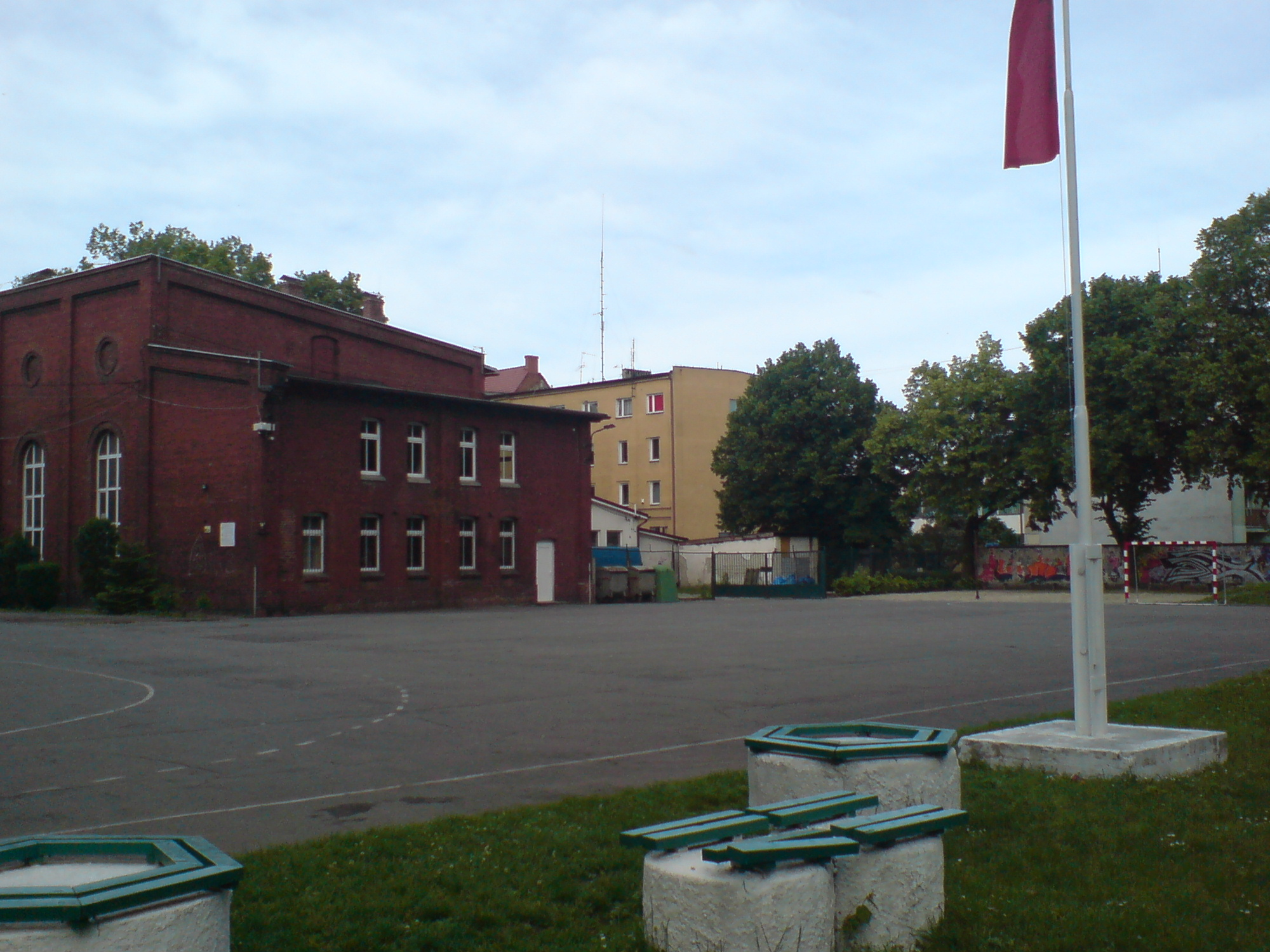
Dawne boisko przy ZSBiRR (dziś na jego miejscu znajduje się fragment Orlika 2012), po lewej widoczna sala gimnastyczna

Zajęcia lekcyjne odbywają się w budynku głównym, oddanym do użytku 1 kwietnia 1934 roku. Oprócz budynku głównego, do szkoły należy także sala gimnastyczna znajdująca się przed wejściem do budynku. Powstała w 1894 roku, znacznie wcześniej niż sama szkoła i początkowo służyła jako miejska hala sportowa. Wejście do niej prowadziło wówczas od strony ulicy Ludwika. Przed budynkiem znajduje się także otwarty w 2010 roku kompleksu boisk wybudowanego w ramach projektu Orlik 2012, leżący częściowo również na sąsiednim terenie należącym do Zespołu Szkół Zawodowych.